# Mine de Balangero
 (mars 2025).
La mine de Balangero est une mine à ciel ouvert d'amiante située en Italie près de Turin. C'est l'une des plus grandes mines d'amiante en Europe. Les installations de l'usine ont fonctionné de 1918 à 1990.
En 2013, une enquête épidémiologique conduite sur instructions du procureur de Turin révèle que 226 mineurs sur les 1600 employés de la mine au cours du temps sont morts de maladies liées à l'amiante. Le propriétaire du groupe d’amiante italien Eternit, déjà condamné pour « catastrophe environnementale intentionnelle » dans d'autres sites industriels, est également concerné par cette enquête. 